# Миза Палмсе

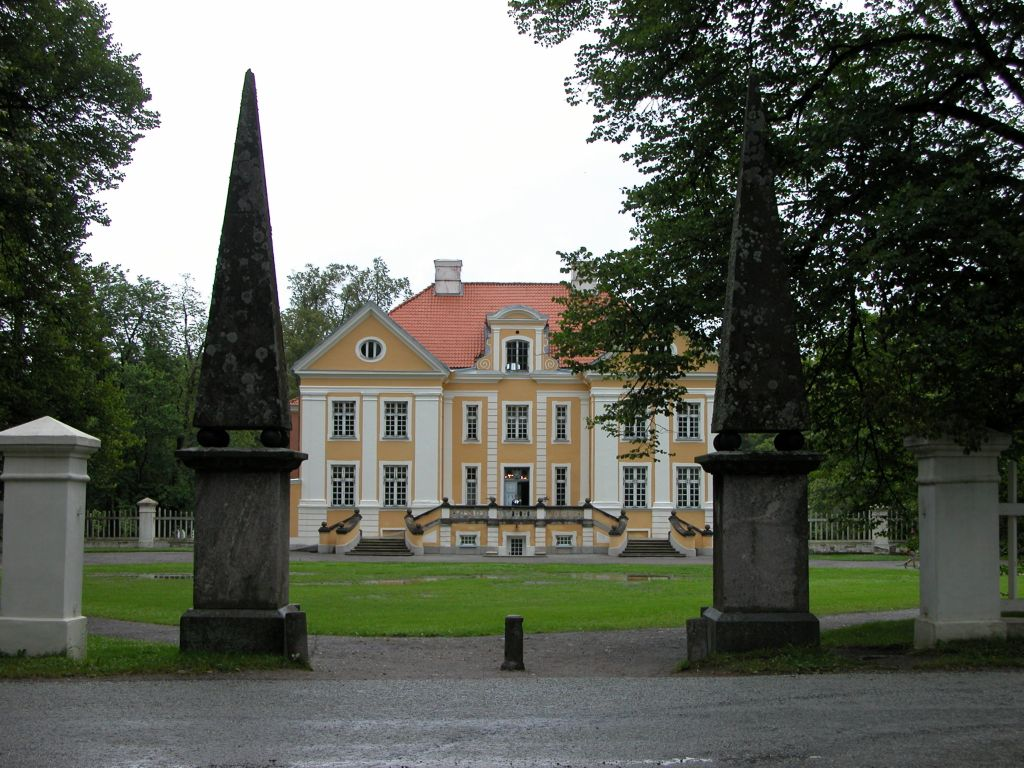

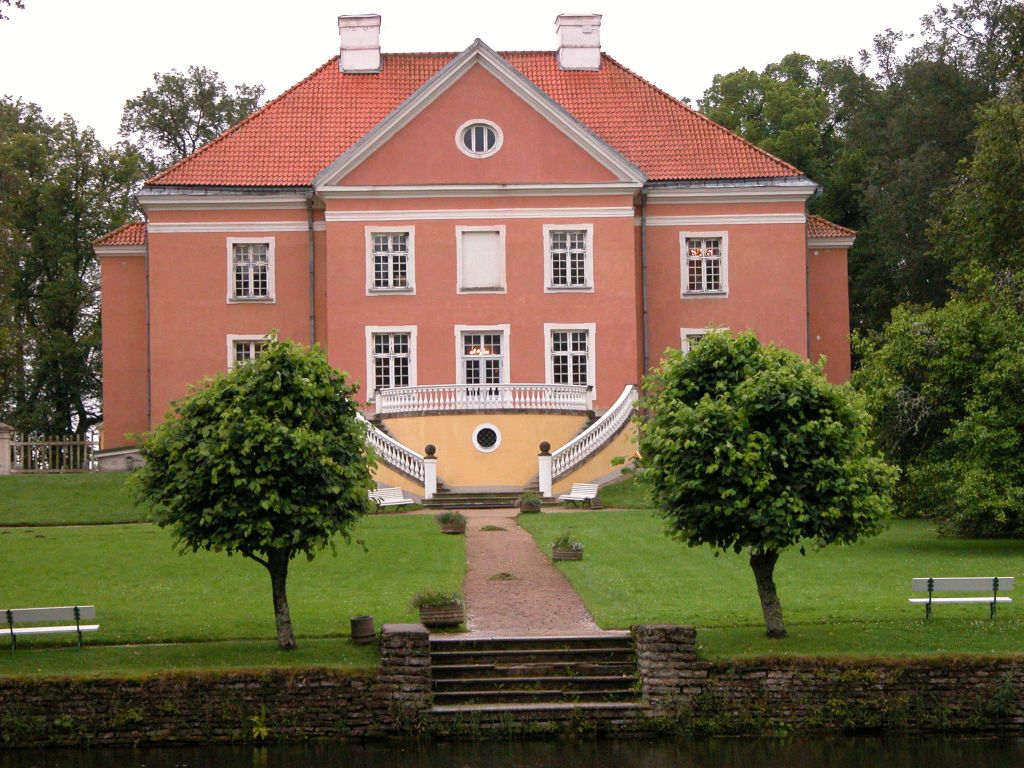
Готель у Палмсе, 2004 р.

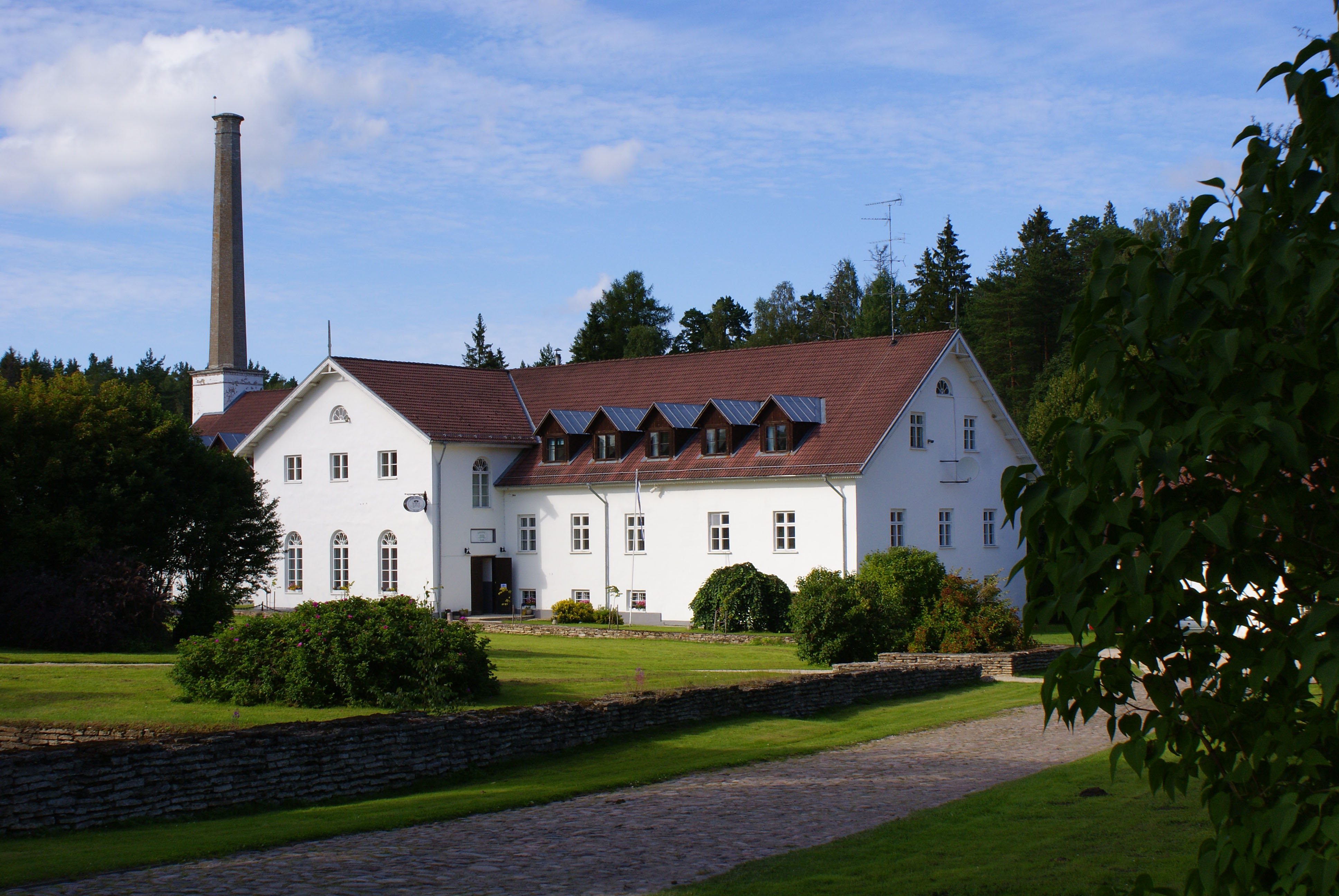
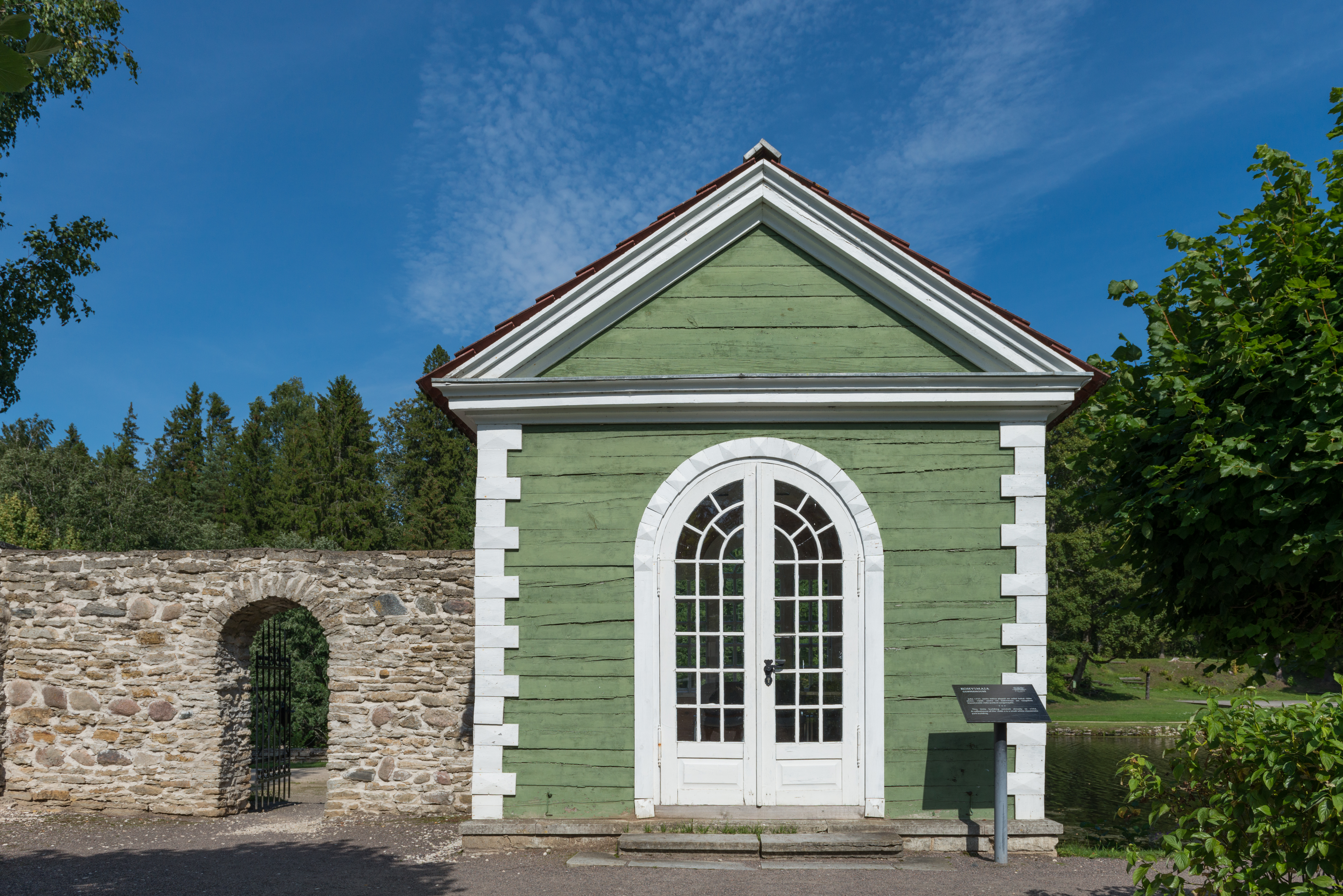
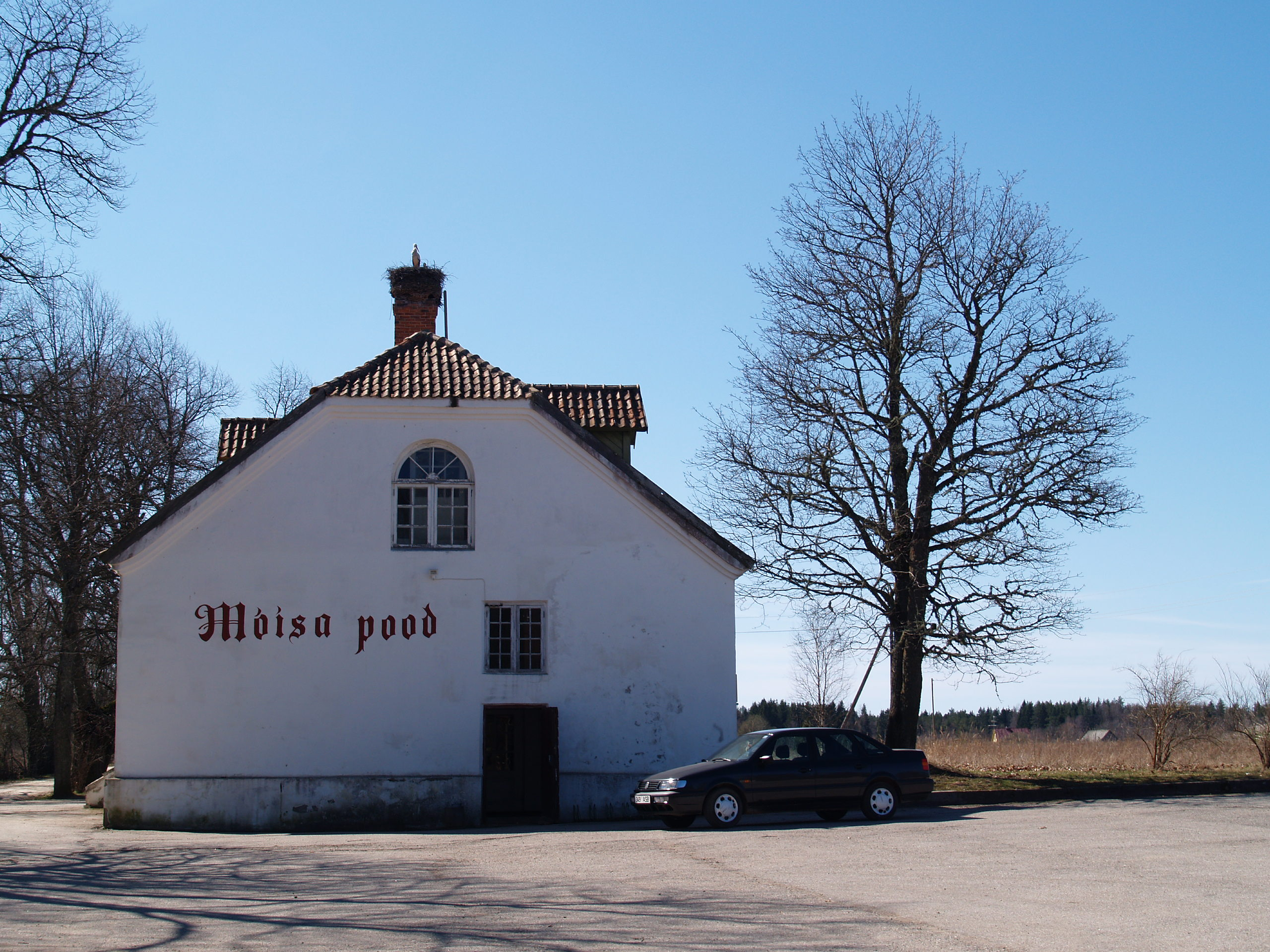
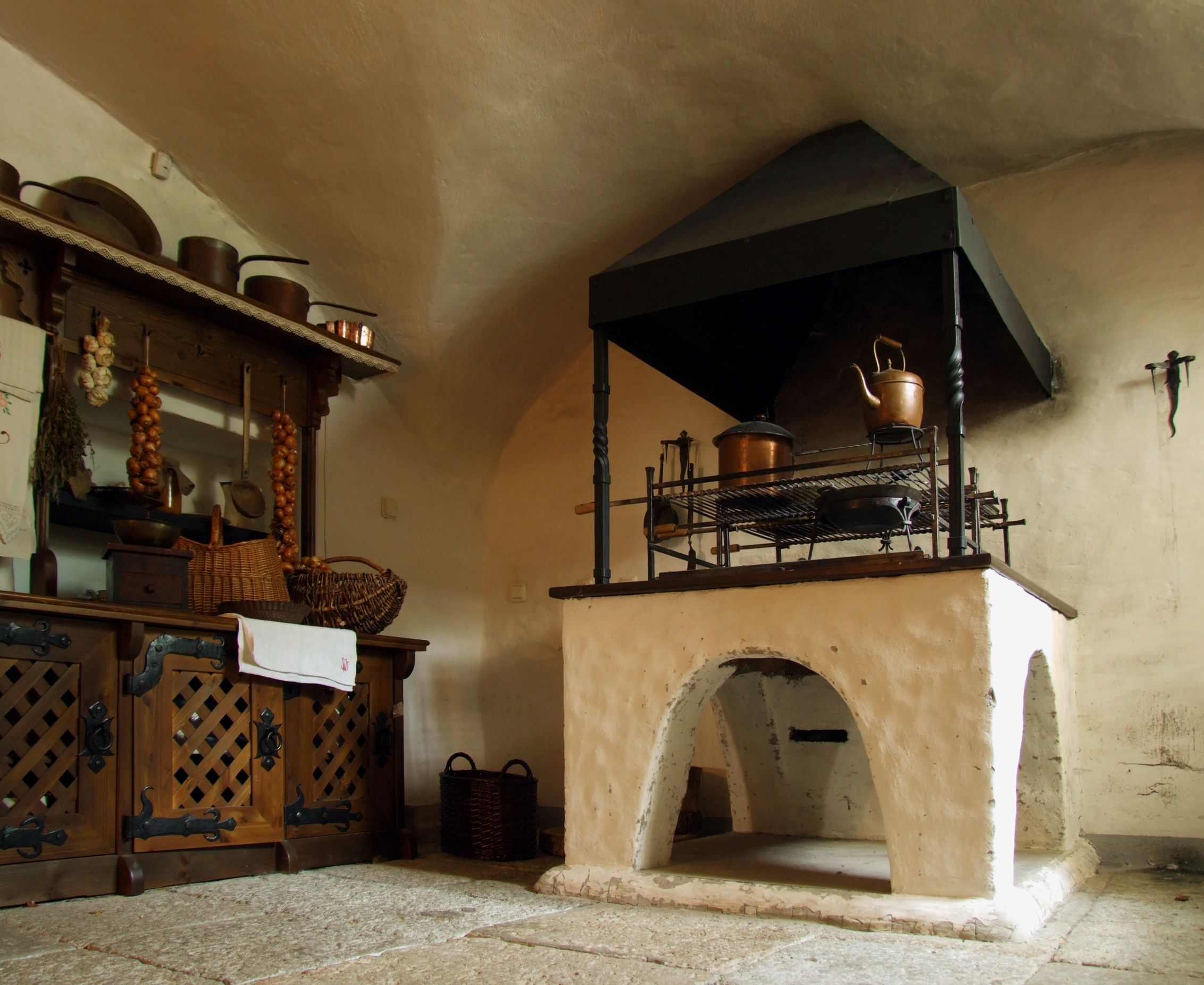
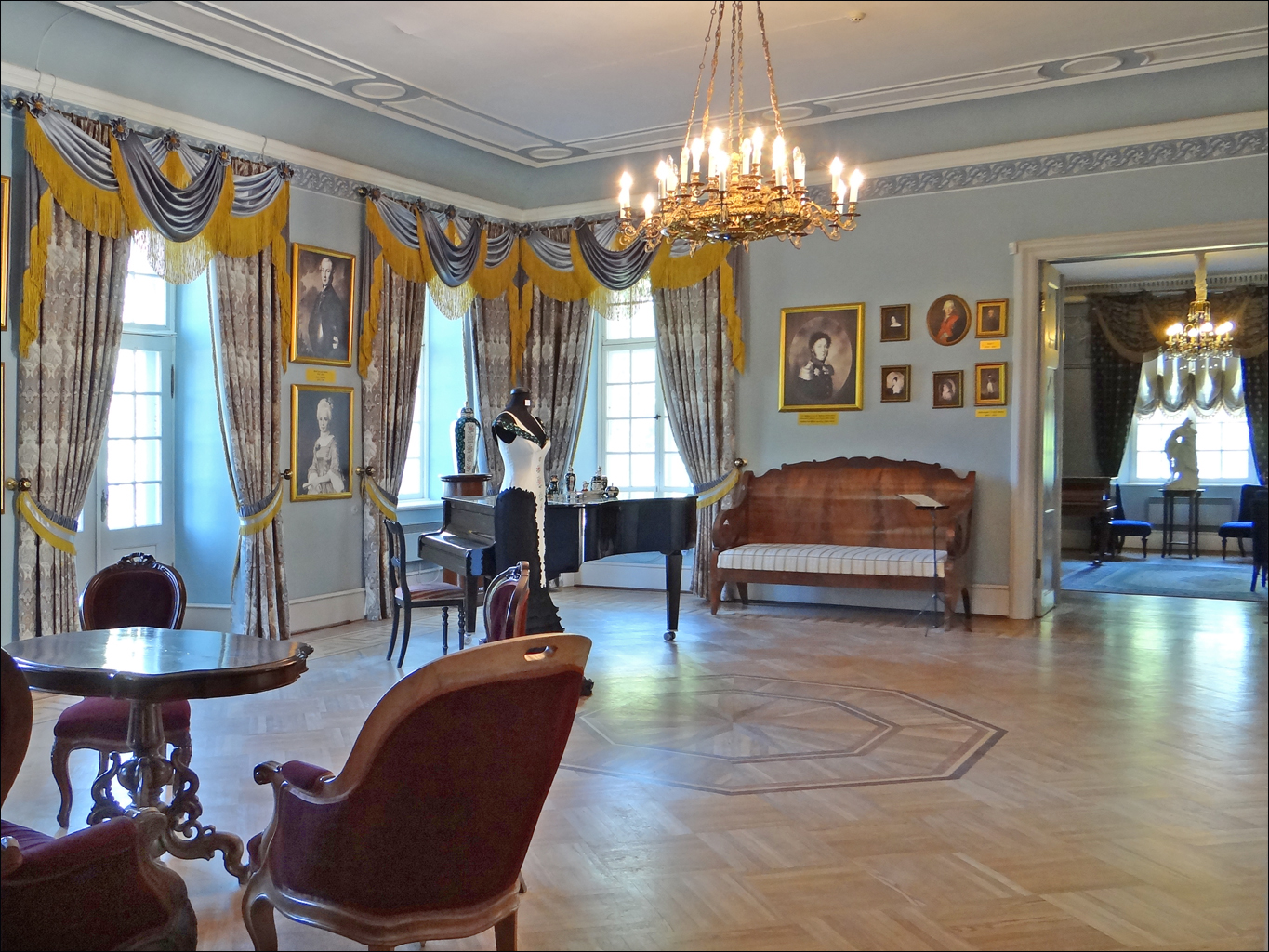
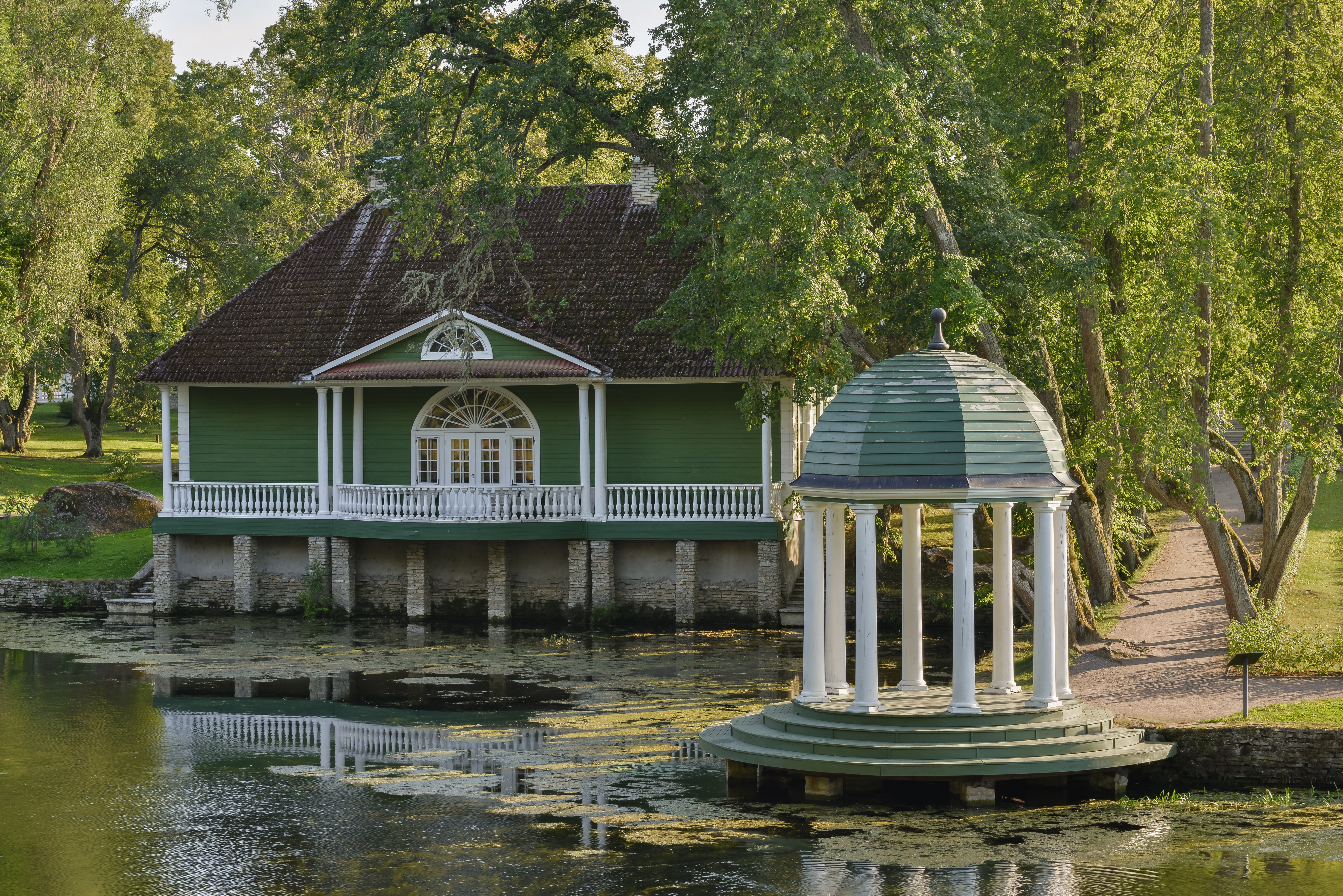
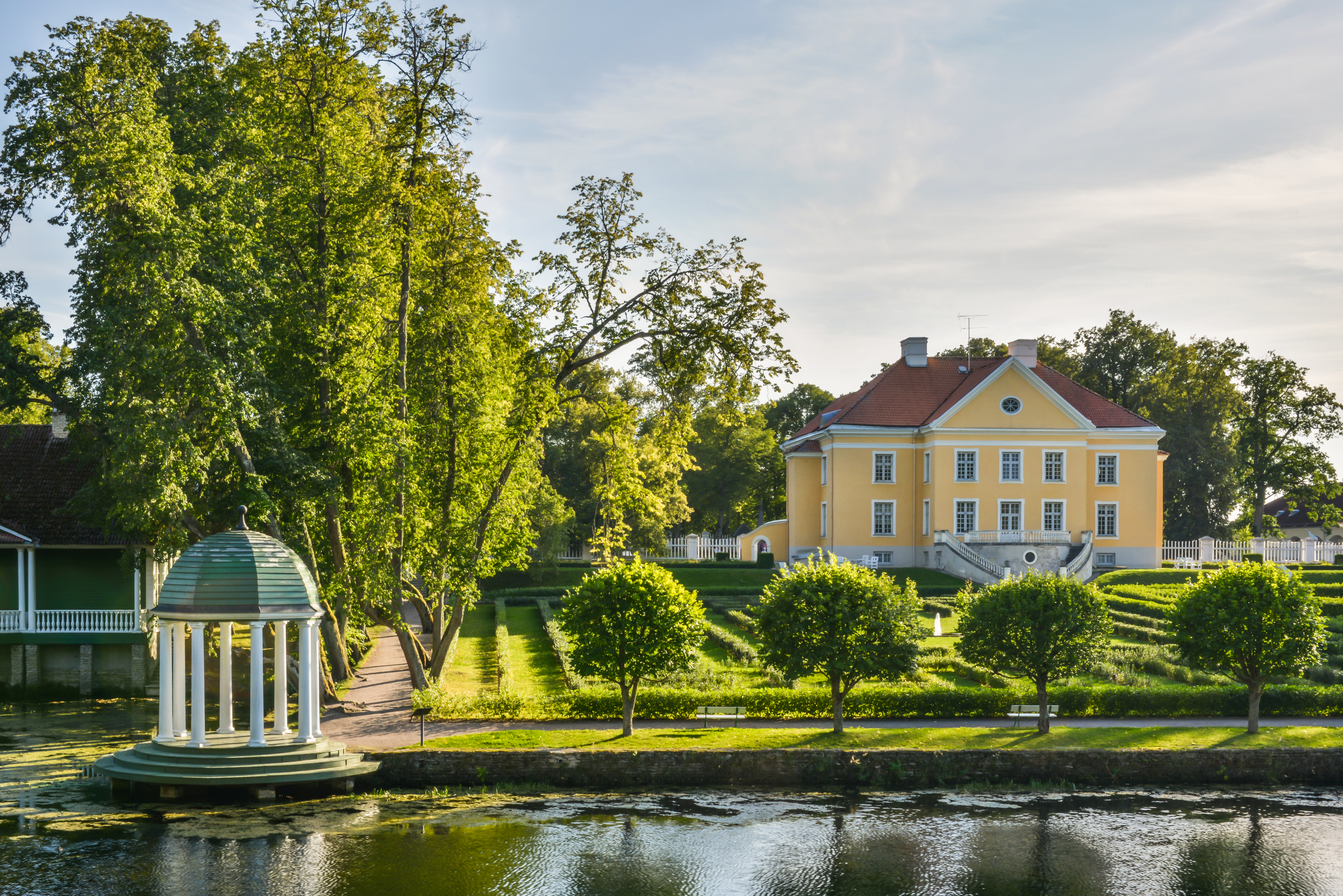

Миза Палмсе (ест. Palmse mõis, нім. Palms) — миза, що належала в середні віки талліннському жіночому монастирю св. Михаїла. У 1510 р. Бертрам Юнге виміняв її на мизу Набала. В 1522 р. миза перейшла у володіння родини Метцтакенів, а в 1676 р. — фон Паленів. Спорудження двоповерхового панського будинку в стилі бароко, який зберігся донині, було розпочато в 1697 р. Густавом Християном фон Паленом за проектом Якоба Штаеля фон Гольштейна. В 1782—1785 рр. споруда була частково перебудована за проектом архітектора Іогана Християна Мора, після чого вона набула свого нинішнього пізньобарокового вигляду.
Велика кількість примітних підручних будівель і чудовий парк з різними спорудами належать у своїй більшості до XIX ст. Просторий майданчик перед головним будинком оточують клуня і конюшня-каретня з аркадою, а поблизу під'їзної дороги стоять два гранітних обеліски. Неподалік знаходяться будинок управителя, кузня та інші будівлі. У парку зі ставками за панським будинком є кілька альтанок. Далі панський парк переходить у природний лісопарк.
Експропрійований у фон Паленів маєток до другої світової війни належав Союзу оборони, а після війни в садибі містився піонерський табір. В 1972 р. миза Палмсе стала центром тільки-но створеного Лахемааського національного парку, і розпочалися широкомасштабні реставраційні роботи. Внаслідок робіт, здійснених в 1970-1980-ті роки, маєток Палмсе став першою мизою в Естонії, відреставрованою як єдине ціле — було відбудовано і панський будинок, і більшість підручних будівель, і парк.
Зараз колишній панський будинок мизи, що належить «Музеям Вірумаа» відкрито як музей, він також здається в оренду для урочистих заходів. У колишній клуні відкрито постійну експозицію старих транспортних засобів Валерія Кірсса, а в колишній винокурні — готель. Одна з найгарніших і найвідоміших в Естонії, Палмсе перетворилась на популярний туристичний об'єкт.